# Stazione di Mount Druitt

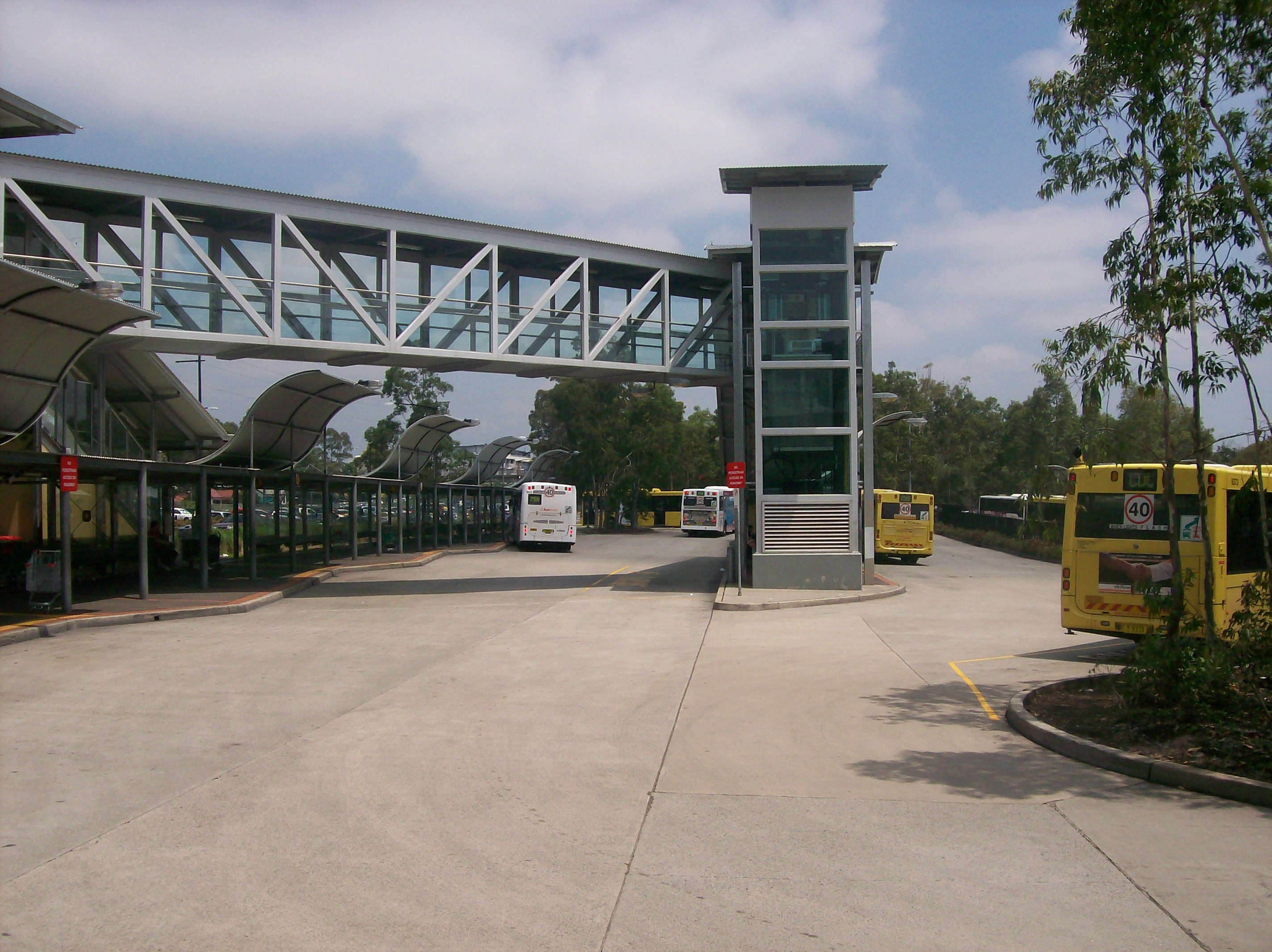
Area di interscambio con gli autobus

La stazione di Mount Druitt è una stazione ferroviaria australiana lungo la linea Main Western line, che serve il sobborgo di Sydney Mount Druitt. È servita da Sydney Trains e T1 Western line.

## History
La stazione aprile il 19 agosto 1881. L'8 dicembre 1974, una nuova stazione fu costruita 500 metri ad est, parzialmente finanziata dal costruttore del centro commerciale Mount Druitt Shopping Centre.